# Gildonische opstand
De Gildonische opstand was een rebellie in 398 van graaf Gildo tegen de macht van Rome, in het bijzonder Flavius Stilicho, de magister militum van het West-Romeinse Rijk. 

## Bron
Het gedicht De Bello Gildonico van Claudius Claudianus is de belangrijkste bron voor de oorlog.

## Achtergrond
Gildo was van berberse komaf en een van de drie zonen van  Nubel, een rijke en machtige Moorse leider. Tijdens het bewind van Valentinianus II leidde de dood van Nubel in 372 tot een opvolgingsconflict onder zijn zonen. Firmus de oudste zoon kwam als overwinnaar uit de strijd, nadat hij eerst zijn jongste broer Zamma vermoord had. Desalniettemin betwiste Romanus, de gouverneur van Africa, Firmus’ aanspraak. Vervolgens gebruikte Firmus zijn invloed, en de weerstand van de bevolking tegen de gouverneur om openlijk in opstand te komen. Daarbij wierp hij zich op als tegenkeizer.  In reactie hierop stuurde het keizerlijk hof een leger onder leiding van generaal Theodosius naar de opstandige provincie. In dit conflict steunde Gildo het Romeinse leger. Dankzij het energieke optreden van generaal Theodosius werd voorkomen dat Africa zich van het Romeinse Rijk kon afscheiden. 
Firmus werd verslagen en gevangen genomen waarmee de opstand onderdrukt was  (373-374) . Niettegenstaande dat bleef het in de provincie daarna nog jaren onrustig omdat gouverneur Romanus niet vervolgd werd voor zijn corrupte bewind,  en ongestoord zijn gang kon gaan.
In 386 besloot keizer Theodosius I meer controle uit te oefenen over de provincie, gaf hij Gildo als dank voor zijn militaire verdiensten de positie van Comes Africae en Magister utriusque militiae per Africam. Gildo kreeg van de keizer de opdracht mee om de Romeinse justitie in de provincie te herstellen. Ondanks zijn eerdere goede reputatie ontpopt Gildo zich als een wrede tiran die van 386 tot en met zijn dood in 398 over Africa regeerde. Deze provincie gold, na het verlies van Egypte aan het Oost-Romeinse rijk, als de graanschuur van Rome. 
Op instigatie van de Oost-Romeinse prefect Eutropius overwoog Gildo om zijn provincie aan te sluiten bij het Oost-Romeinse rijk, wat leidde tot grote onrust in Rome over mogelijke voedseltekorten. Stilicho gebruikte klachten van bewoners van de provincie over Gildo's misdaden om de Senaat ervan te overtuigen om hem tot "vijand van de staat" te bestempelen en een oorlog tegen hem te beginnen.

## De oorlog in Africa
Stilicho stuurde de broer van Gildo, Mascezel, met zo'n 5.000 Gallische veteranen naar Africa. Daar tegenover stelde Gildo een troepenmacht van zo'n 70.000 man, opgebouwd uit de reeds aanwezige Romeinse legioenen (ca. 5.000 man), aangevuld met een enorme cavalerie van huurlingen uit Gaetulia en Ethiopia. 
Volgens de lofrede van Claudianus deed Mascezel aan Gildo een voorstel voor vrede en ging bij de toedracht van het gesprek hierover een en ander mis. Mascezel arriveerde als eerst op de plaats van bespreking en ontmoette een standaarddrager van de Africaanse legioenen van Gildo die weigerde voor hem opzij te gaan, waarna Mascezel hem sloeg met zijn zwaard. Als gevolg van de klap op zijn arm liet de drager zijn standaard zakken, hetgeen door de troepen foutief begrepen werd als teken van onderwerping. Alle standaarddragers in de frontlinie deden hem na, waarna de afvallige cohorten de naam van hun nieuwe aanvoerder begonnen te scanderen. De barbaarse huurlingen stonden versteld van de ontrouw van hun Romeinse bondgenoten, en sloegen tumultueus op de vlucht.

## Nasleep
Aan Mascezel viel de eer van gemakkelijke overwinning nagenoeg zonder bloedvergieten, terwijl Gildo probeerde te vluchten in een bootje in de hoop om het Oost-Romeinse rijk te bereiken. De ongunstige wind dreef hem echter terug de haven van Tabraca in, waar de bewoners hem prompt in de kerker gooiden. Om de wraak van zijn broer te vermijden (Gildo had de twee zonen van Mascezel vermoord), benam Gildo zich van zijn leven door zich op te hangen.
Mascezel stierf niet lang na zijn broer.  Bij zijn triomfantelijke terugkeer aan het Romeinse hof in Milaan ontving Stilicho hem met alle egards en echte jaloezie. Hij verdronk echter toen hij, in gezelschap van Stilicho, een brug overstak en in het water viel, ofwel per ongeluk, ofwel geduwd in opdracht van Stilicho. 